# Gerard I van Heinsberg
Gerard I van Heinsberg was een middeleeuwse ridder uit het adellijke Huis Valkenburg-Heinsberg. Hij verkreeg na het overlijden van zijn vader Gosewijn I van Valkenburg-Heinsberg in 1128 de bezittingen Heinsberg en Gangelt. Zijn jongere broer Gosewijn II kreeg Valkenburg en Richterich. Circa 1143 overleed Gerard en verkreeg zijn broer Gosewijn II zijn Heinsbergse bezittingen.

## Huwelijk en kinderen
Hij was gehuwd met Irmgard van Plötzkau. Van Gerard en Irmgard zijn de volgende kinderen bekend:
- Siegfried (1137 gesneuveld bij Bari)
- Oda (gehuwd met Siegfried van Artlenberg)
- Hedwig (gehuwd met Luthard van Meinersen)
- Aleit van Heinsberg (gehuwd met Rudolph van Beusichem/Boschichem)